# Anneliese Griese
Anneliese Griese (* 1. Juni 1935 in Neubrandenburg; † 27. Dezember 2014 in Berlin) war eine deutsche Philosophin, Hochschullehrerin, Editorin und Marx-Engels-Forscherin.

## Leben
Griese machte ihr Abitur in Neubrandenburg, im Anschluss studierte sie an der Humboldt-Universität zu Berlin bis 1959 Philosophie mit den Nebenfächern Physik und Mathematik. Nach dem Abschluss als Diplomphilosophin arbeitete sie zwei Jahre als wissenschaftliche Assistentin im Bereich Dialektischer Materialismus des Instituts für Philosophie. Danach war sie am Lehrstuhl von Hermann Ley, wo sie 1965 mit einer Arbeit zu Einsteins Auffassungen zum Problem der materiellen Einheit der Welt promoviert wurde. Sie setzte ihre akademische Laufbahn an der Humboldt-Universität mit verschiedenen Stellen fort und schloss schließlich Mitte der 1970er Jahre ihre Promotion B ab (Thema Zeit – Bewegung – Entwicklung. Philosophische Aspekte des Zeitproblems in der Physik). 1979 wurde sie zur Professorin für philosophische Probleme der Naturwissenschaften berufen. Im gleichen Jahr begann auch ihre Mitarbeit an der Marx-Engels-Gesamtausgabe, die sie bis in die 2010er Jahre fortsetzte; unter ihrer Mitwirkung erschienen mehrere Bände mit Schwerpunkt auf naturwissenschaftlichen Themen. Sie veröffentlichte vielfach zu Karl Marx und Friedrich Engels.
Zu Ende Dezember 1990 ging Griese in den vorzeitigen Ruhestand.
Griese starb infolge einer langjährigen Krebserkrankung.

## Veröffentlichungen (Auswahl)
- mit Gerd Pawelzig: Einführung in Engels’ Schrift „Dialektik der Natur“, Dietz, Berlin 1986 (2., verbesserte Aufl., 1988).
- Hans Jörg Sandkühler (Hrsg.): Karl Marx – zwischen Philosophie und Naturwissenschaften, Frankfurt am Main u. a. 1997.
- mit Volker Mueller: Philosophie und Naturerkenntnis. Die „Dialektik der Natur“ von Friedrich Engels, Angelika Lenz Verlag, Neu-Isenburg 2019.